# Јасин Ехлиз
Јасин Ехлиз (  — Бад Телц, 30. децембар 1992) професионални је немачки хокејаш на леду турског порекла који игра на позицијама крилног нападача.
Члан је сениорске репрезентације Немачке за коју је на међународној сцени дебитовао на светском првенству 2014. године.